# Spongiocnizon vermiformis
Spongiocnizon vermiformis is een eenoogkreeftjessoort uit de familie van de Spongiocnizontidae. De wetenschappelijke naam van de soort is voor het eerst geldig gepubliceerd in 1967 door Stock.